# Anaplasma marginale
Anaplasma marginale es una especie de bacteria que causa la anaplasmosis bovina. Es una bacteria gram-negativa y la más patogénica de las especies de su género. Se encuentra distribuido por las regiones tropicales y subtropicales.
Sus vectores son moscas de la familia Tabanidae y del género Stomoxys y garrapatas. El microorganismo invade los eritrocitos y se multiplica formando mórulas que tienden a distribuirse cerca del margen del eritrocito.[cita requerida]